# Wilhelm Faix
Wilhelm Faix (* 16. August 1940) ist ein deutscher evangelikaler Theologe, Bibelschullehrer und Autor.

## Leben
Faix unterrichtet am Theologischen Seminar Adelshofen seit 1978 in den Fächern Pädagogik, Psychologie, Gemeindepädagogik sowie Biografie und Glaube. Er ist der Gründer und Leiter der Familiengemeinschaft der Kommunität Adelshofen. Von 2005 bis 2008 war er der Vorsitzende des Vereins Konferenz Bibeltreuer Ausbildungsstätten e. V. (KBA), einem Dachverband von Bibelschulen, Theologischen Seminaren und Hochschulen evangelikaler Prägung. Faix ist Autor verschiedener Bücher zu den Themen Familie, Erziehung, Gemeindebau.

## Privates
Faix ist verheiratet und Vater von drei Kindern, darunter der Theologe Tobias Faix.

## Veröffentlichungen
- Die Basis-Gruppen-Arbeit, MFB-Produktion, Grossalmerode 1978,  ISBN 978-3-921243-61-9.
- Familie im gesellschaftlichen Wandel. Der Beitrag des Pietismus. Eine sozialgeschichtliche Studie, Brunnen-Verlag, Gießen 1997, ISBN 978-3-7655-9073-3.
- Wo zwei oder drei ...: Gemeinde bauen durch Gebets-Basisgruppen, Brockhaus R., Wuppertal 1997, ISBN 978-3-417-20546-6.
- Die christliche Familie heute: Ergebnisse einer Umfrage unter evangelikalen Familien über ihr Glaubens- und Familienleben und ihre Erziehungspraxis, Verlag für Kultur und Wissenschaft, Bonn 2000, ISBN 978-3-932829-12-3.
- Wieviel Vater braucht ein Kind?, SCM-Hänssler, Holzgerlingen 2003, ISBN 978-3-7751-8109-9.
- Zinzendorf – Glaube und Identität eines Querdenkers, Francke, Marburg 2012, ISBN 978-3-86827-339-7.
- Gemeinde kommt von gemeinsam: mit Teamarbeit Gemeinde bauen, Neukirchener, Neukirchen-Vluyn 2022, ISBN 978-3-7615-6873-6.

als Mitautor
- mit Tobias Faix, Klaus W. Müller und Klaus Schmidt: Theologische Ausbildung zu Beginn des 21. Jahrhunderts: Ergebnisse einer Umfrage an evangelikalen Ausbildungsstätten. Verlag für Kultur und Wissenschaft 1998, ISBN 978-3-932829-01-7.
- mit Ulrike Palmer: Erziehung von Abenteuer bis Zuwendung, SCM-Hänssler, Holzgerlingen 2008, ISBN 978-3-7751-4675-3.
- mit Cornelia Mack: Morgens, mittags, abends: Kinder lieben Rituale, SCM-Hänssler, Holzgerlingen 2005, ISBN 978-3-7751-4336-3.
- mit Angelika Rühle: Baustelle Patchworkfamilie. Familienglück im zweiten Anlauf, SCM-Hänssler, Holzgerlingen 2006, ISBN 978-3-7751-4413-1.
- mit Angelika Rühle (Hrsg.): Baustelle Pubertät – Betreten verboten!? Teenager verstehen und in Krisen begleiten Ein Infobuch für Eltern, Erzieher und Mitarbeiter, SCM-Hänssler, Holzgerlingen 2007, ISBN 978-3-7751-9183-8.
- mit Johannes Reimer: Familie – Zukunft der Kirche, Francke-Verlag, Marburg an der Lahn 2017, ISBN 978-3-86827-647-3.